# Јеврејско гробље у Битољу
Јеврејско гробље у Битољу налази се на самом уласку у град са северо-источне стране. Недалеко од цркве св. Недеља, поред рида где је турско гробље. Гробље је изграђено 1929. године, иако на улазу на гробље стоји натпис 1457-1929. Гробље је служило Сефардима, који су већином протерани из Шпаније. Едиктом Алхамбра потписаним 31. марта 1492. од стране католичког краљевског пара Фердинда II и Изабеле I, отворен је пут у Шпанској инквизицији да отпочне у историји незапамћен прогон Сефарда, који су били (као добри трговци) добродошли у османском царству (Битољ је у то време био у Османском царству).

## Историја
По лошем стању гробља који је видео рабин Шабатај Џаена на посети у Битољу 1924. скупио је паре за обнову од прилога које је сакупио у Америци, понајвише од битољских печелбара. Камен са гробова су често односили на друга места да би га користили за друге сврхе, па је око гробља направљена и метална ограда са Давидовим звездама. Зид још данас чува гробље, у којем је само неколико гробља у оригиналном стању. За време бугарске окупације у другом светском рату гробље није било уништено, али је пострадала битољска синагога Арагон, која је претворена у месару.
Године 1961, народни одбор Општине Битољ донесе одлуку да се комплекс преуреди и тамо направи парк са спомен обележјем, што није било прихваћено. 2015. градоначелник Владимир Талески и израелски амбасадор Дан Оријан доносе одлуку за реконструкцију гробља. У плану је идеја да се дограде све надгробне плоче што фале и засади толико дрвећа колико је Јевреја живело у Битољу.